# 腋斑白姑魚
腋斑白姑魚為輻鰭魚綱鱸形目鱸亞目石首魚科的其中一種，被IUCN列為瀕危保育類動物，分布於西印度洋區的馬達加斯加海域，棲息深度可達400公尺，本魚體銀色；鰭灰色或褐色，胸鰭基底上端有黑色斑點，背鰭硬棘11枚，背鰭軟條26-30枚，臀鰭硬棘2枚，臀鰭軟條7條，體長可達200公分，棲息環境從河口至大陸坡都可發現其蹤跡，主要在夜間混濁水域活動，屬肉食性，以魚類、甲殼類、頭足類等為食，可做為食用魚及遊釣魚。